# 1944 dans les chemins de fer
Chronologie des chemins de fer
1943 dans les chemins de fer - 1944 - 1945 dans les chemins de fer

## Évènements

### Avril
- 9 avril, France : bombardement massif du triage et de la ville de Villeneuve-Saint-Georges faisant 217 morts et de nombreux blessés.
- nuit des 20 au 21 avril : bombardement massif des installations ferroviaires de la Plaine Saint-Denis, et notamment du dépôt de La Plaine ainsi que de la gare marchandise de La Chapelle.

### Juillet
- 31 juillet, France : départ du dernier train de déportés juifs (1300 personnes) de la gare de Drancy.

### Septembre
- 21 septembre, France : mise en place des commissions d'épuration à la SNCF.